# Mount Vernon (Georgia)
Mount Vernon város az USA Georgia államában. Lakosainak száma 1990 fő (2020. április 1.).

## Népesség
A település népességének változása:
| Lakosok száma | 2082 | 2451 | 1990 |
|               | 2000 | 2010 | 2020 |